# Pumuckl TV
Pumuckl TV war eine Kinderfernsehsendung, die vom 8. Januar 1995 bis zum 22. Juli 2007 im Ersten, dem Kinderkanal und in den Dritten Programmen ausgestrahlt wurde. Von 1995 bis 1996 lief sie eine halbe Stunde lang, ab 1996 wurden Trickfilmserien in den Ablauf eingefügt, wodurch die Sendedauer auf eine Stunde verlängert wurde.
Im Jahr 2006 wurde die Serie in Kobold TV umbenannt, da aus lizenzrechtlichen Gründen keine Kulissenelemente der Pumuckl-Serien verwendet werden durften. Die Pumuckl-Einspieler mit Meister Eder blieben erhalten. Am 22. Juli 2007 wurde die Sendung aus lizenzrechtlichen Gründen eingestellt.

## Besetzung
Im Jahr 1995 startete Pumuckl TV im Ersten mit der Moderatorin Eva Habermann und dem Außenreporter Jürgen Blaschke. Jürgen Blaschke verließ die Sendung am 26. Mai 1995. Benedikt Weber trat seine Nachfolge in der folgenden Sendung an. Habermann wurde am 5. April 1996 von Denise Zich abgelöst, die bis zum 1. Dezember 1996 moderierte. Ihre Nachfolgerin wurde Singa Gätgens.
Jürgen Blaschke trat nochmals von 28. Dezember 1997 bis zum 21. November 1999 als Co-Moderator auf, der danach zur Verkehrspielshow Cool oder Crash wechselte. Benedikt Weber moderierte als Außenreporter bis zum 28. März 2003. Tim Wilhelm löste ihn als Co-Moderator ab. Weber blieb der Sendung aber treu, er wechselte die Rolle und spielte ab dem 28. März 2003 den bösen Zauberer Magerix.
Tim Wilhelm verließ die Sendung am 5. Juni 2005. Sein Nachfolger wurde Christian Polito, der bis zum Ende der Sendung blieb. Außerdem wirkte Frank Hornung als Türöffner Rupert von der allerersten Sendung bis zur letzten Sendung mit. Auch Hans Clarin, die bekannte Pumuckl-Stimme, war von 1995 bis 1999 als Geisterbahnbesitzer Silvio Kirsch Teil der Besetzung.
Ellen Umlauf spielte zudem des Teufels Großmutter von 1998 bis 1999. Von 2000 bis 2003 waren der Teufel und seine Söhne, die Polstergeister, Teil der Besetzung. Danach war Weber als Böser Zauberer Magerix an der Reihe.